# 캐치 (1997년생 프로게이머)
캐치(본명: 윤상호, 1997년 4월 3일 ~ )는 대한민국의 전직 리그 오브 레전드 프로게이머로 선수 시절 포지션은 정글이다. 아이디는 Catch를 사용했다.

## 선수 시절
2015년 1월, 프라임 아이텐조이에 입단하면서 프로 커리어를 시작했다. 스프링 시즌 챌린저스에서 활동했으며 서머 시즌을 앞두고 팀의 승격에 기여했다. 하지만 서머 시즌에는 좋지 못한 모습을 보여주었다.
2016시즌을 앞두고 데토네이션 포커스미에 입단했다. 스프링 시즌 좋은 모습을 보여주면서 팀의 우승에 기여했다. 
2017시즌을 앞두고 라이징 스타 게이밍에 입단했다.
2019시즌을 앞두고 팀 다이나믹스에 입단했다. 스프링 시즌 팀의 주전으로 활동하며 팀의 승강전 진출에 기여했다. 하지만 팀은 LCK 승격에 실패했다. 승강전 이후 팀에서 퇴단했다.

## 소속팀
| # | 팀명                | 소속 기간             | 소속 리그 | 비고 |
| - | ------------------- | --------------------- | --------- | ---- |
| 1 | 프라임 아이텐조이   | 2015.01~2015.12.31    | CK LCK    |      |
| 2 | 데토네이션 포커스미 | 2016.01.07~2016.06.28 | LJL       |      |
| 3 | 라이징 스타 게이밍  | 2016.11.01~2017.06.02 | CK        |      |
| 4 | 팀 다이나믹스       | 2018.12.13~2019.07.12 | CK        |      |

## 수상 내역
- 리그 오브 레전드 재팬 리그 스프링 2016 우승
- 리그 오브 레전드 챌린저스 코리아 스프링 2019 우승